# Моё желание
«Моё желание» — другий студійний альбом  Віталія Козловського, представлений 23 грудня 2016 року. Напередодні 15 грудня вийшла головна пісня однойменного альбому. Віталій працював над треком разом з композитором Русланом Квінтою і автором Віталієм Куровським.

## Створення альбому
В альбом увійшли 13 треків — 13 історій артиста з абсолютно різним настроєм і посилом: глибока «Чого являєшся мені у сні», запальна танцювальна «Трачу», зухвала «Відпускаю на», прониклива балади «Перша ніч без тебе».
Також в альбомі — дует з Іриною Білик, який був вперше представлений публіці на сольному концерті Віталія «220» 3 грудня 2016 року в палаці «Україна», і пісня «Більше не моя» — виконана в образі Валета в мюзиклі «Аліса в країні чудес».

## Список композицій
| #     | Назва                                         | Автори                                               | Тривалість |
| ----- | --------------------------------------------- | ---------------------------------------------------- | ---------- |
| 1.    | «Моё желание»                                 | Руслан Квінта Віталій Куровський                     | 3:30       |
| 2.    | «220»                                         | Олександр Воєвуцький І.Татарєнко Віталій Козловський | 3:30       |
| 3.    | «Правила»                                     | Дмитро Саратський                                    | 3:26       |
| 4.    | «Трачу»                                       | Сергій Дем'яненко Роман М'ясников                    | 3:20       |
| 5.    | «Первая ночь без тебя»                        | Костянтин Гнатенко                                   | 3:36       |
| 6.    | «Тени»                                        | Юрій Остапенко                                       | 3:33       |
| 7.    | «Без обид»                                    | Анна Завальська Дмитро Баннов                        | 3:25       |
| 8.    | «Отпускаю на»                                 | Дмитро Баннов                                        | 3:46       |
| 9.    | «Чого являєшься мені у сні»                   | Іван Франко Руслан Квінта                            | 4:00       |
| 10.   | «Будь сильнее RMX»                            | Олександр Воєвуцький Дмитро Баннов                   | 3:44       |
| 11.   | «Больше не моя»                               | Олександр Воєвуцький Геннадій Крупник                | 4:03       |
| 12.   | «Первая ночь без тебя LIVE feat. Ірина Білик» | Костянтин Гнатенко                                   | 4:11       |
| 13.   | «Ангелы не спят»                              | Тетяна Баркавська Дмитро Баннов                      | 2:48       |
| 46:40 |                                               |                                                      |            |